# Atletismo nos Jogos Pan-Americanos de 1955 - Maratona masculina
A prova da maratona masculina nos Jogos Pan-Americanos de 1955 foi realizada na Cidade do México, México.

## Medalhistas
| Ouro                         | Prata                        | Bronze                       |
| Doroteo Flores GUA Guatemala | Onésimo Rodríguez MEX México | Luis Velásquez GUA Guatemala |

## Resultados
| Posição           | Nome              | Nacionalidade | Tempo   | Notas |
| ----------------- | ----------------- | ------------- | ------- | ----- |
| Medalha de ouro   | Doroteo Flores    | GUA Guatemala | 2:59:09 |       |
| Medalha de prata  | Onésimo Rodríguez | MEX México    | 3:02:22 |       |
| Medalha de bronze | Luis Velásquez    | GUA Guatemala | 3:05:25 |       |
| 4                 | Galdino Ramírez   | MEX México    | 3:10:14 |       |
| 5                 | Barry Lush        | CAN Canadá    | 3:17:54 |       |
| 6                 | George Norman     | CAN Canadá    | 3:45:40 |       |